# Юридична англійська мова
Юридична англійська мова (англ. Legal English) — це тип англійської мови, який використовується в мові права. Загалом, юридична мова — це формалізована мова, заснована на логічних правилах, яка відрізняється від звичайної природної мови лексикою, морфологією, синтаксисом і семантикою, а також іншими лінгвістичними особливостями, спрямована на досягнення несуперечності, чинності, повноти та правильності, зберігаючи при цьому переваги людської мови, такі як інтуїтивне виконання, повне значення та відкрите оновлення. Однак юридичну англійську називають «субмовою», оскільки юридична англійська відрізняється від звичайної англійської. Викладання юридичної мови регулюється спеціальним використанням певних термінів і лінгвістичних моделей. Таким чином, «ми вивчаємо юридичну мову як свого роду другу мову, спеціалізоване використання лексики, фраз і синтаксису, що допомагає нам легше спілкуватися один з одним».
Термін legalese, з іншого боку, є терміном, пов’язаним із традиційним стилем юридичного написання, який є частиною цього спеціалізованого дискурсу юристів: спілкування, яке «прості читачі не можуть легко зрозуміти». Цей термін описує юридичні тексти, які можуть бути безладними, багатослівними, непрямими та можуть містити непотрібні технічні слова чи фрази. Історично склалося так, що юридична мова — це мова, якою юрист міг би користуватися під час складання контракту чи судової заяви, але не використовував би її у звичайній розмові. З цієї причини традиційний стиль юридичного написання був названий незручним для читача. Прихильники звичайної англійської мови / простої мови стверджують, що юридичний «стиль письма не повинен змінюватись від завдання до завдання або авиторії до авдиторії...; все, що пишуть юристи, має бути чітким, правильним, лаконічним і повним».
Існують різні види (жанри) юридичного тексту: наприклад, академічний юридичний текст, як у юридичних журналах, юридичний текст, як у судових рішеннях, або законодавчий юридичний текст, як у законах, нормативних актах, контрактах і договорах. Іншим різновидом є мова, яку використовують юристи для спілкування з клієнтами, що вимагає більш «зручного для читання» стилю письмового спілкування, ніж той, який використовується з професіоналами в галузі права.
Для юристів, які працюють на міжнародному рівні, спілкування з клієнтами та іншими професіоналами в різних культурах потребує транснаціональної правосвідомості та транскультурної лінгвістичної обізнаності. Якою б не була форма написання юридичних документів, юридичні та мовні навички становлять важливу частину вищої освіти та професійної підготовки.
Юридична англійська має особливу актуальність у застосуванні до написання юридичних документів і написання письмових матеріалів, зокрема:
- правовстановлюючі документи: договори, ліцензії та ін.
- судові претензії: повістки, записки, вироки тощо.
- закони: акти парламенту та підзаконні акти, протоколи справ
- юридичне листування: листи про припинення та відмову

Юридична англійська мова традиційно була прерогативою юристів з англомовних країн (особливо США, Сполученого Королівства, Ірландії, Канади, Австралії, Нової Зеландії, Кенії та Південної Африки), які мають спільні традиції загального права. Однак завдяки поширенню юридичної англійської як домінуючої мови міжнародного бізнесу, а також її ролі як юридичної мови в Європейському Союзі, юридична англійська тепер є глобальним явищем. Його неофіційно можна назвати правомовою.

## Історичний розвиток
У доісторичній Британії традиційне загальне право обговорювалося на народній мові (див. Кельтське право ). Правова мова та правова традиція змінювалися з хвилями завойовників протягом наступних століть. Римська Британія (після завоювання, що почалося в 43 р. н. е.) дотримувалася римської правової традиції, і її правовою мовою була латинь. Після відходу римлян із Британії приблизно в 410 році та англосаксонського вторгнення до Британії домінуючою традицією стало англосаксонське право, яке обговорювалося німецькою народною мовою (староанглійською) і писалося староанглійською приблизно з 600 року, починаючи з Закон Етельберта. Після норманського вторгнення в Англію в 1066 році англо-норманська французька стала офіційною мовою судочинства в Англії протягом майже 300 років до Закону про судові справи англійською мовою 1362 року (і продовжувала використовуватися в незначній мірі ще 300 років), тоді як середньовіччя Латинська мова використовувалася для письмових записів понад 650 років. Однак деякі англійські технічні терміни були збережені (див. англосаксонське право: Мова та діалект для отримання додаткової інформації).
У судових процесах англо-норманська мова перетворилася на юридичну французьку мову, від якої походить багато слів у сучасній юридичній англійській мові. До них належать property, estate, chattel, lease, executor, і tenant. Використання юридичної французької мови в цей період мало тривалий вплив на загальний лінгвістичний реєстр сучасної юридичної англійської мови. Це використання також пояснює деякі складні лінгвістичні структури, які використовуються в юридичному тексті. У 1362 році було прийнято Статут судових справ, згідно з яким усі судові процеси повинні вестися англійською мовою (але записуватись латинською мовою). Це поклало початок офіційній юридичній англійській мові; Правильна французька продовжувала використовуватися в деяких формах у 17 столітті, хоча правова французька дедалі більше дегенерувала.
З 1066 року латинська мова була мовою офіційних записів і статутів, і її замінила англійська в Законі про судочинство 1730 року. Однак через те, що латиною вільно володіли лише високоосвічені люди, вона ніколи не стала мовою судових розглядів чи дебатів. Вплив латини можна побачити в ряді слів і фраз, таких як ad hoc, de facto, de jure, bona fide, inter alia, і ultra vires, які залишаються вживаними в юридичній писемності (див. Юридична латиниця).

### Стиль
У 2004 році Девід Крістал запропонував стилістичний вплив на англійську юридичну мову. У період середньовіччя юристи використовували суміш латинської, французької та англійської мов. Щоб уникнути двозначності, юристи часто пропонували пари слів з різних мов. Іноді було небагато двозначності для вирішення, і пари просто надавали більшого акценту, ставши стилістичною звичкою. Ця особливість юридичного стилю зберігається й донині. Прикладами змішаних мовних дублетів є: «злом та проникнення» (англійська/французька), «придатний і належний» (англійська/французька), «землі та нерухомість» (англійська/французька) та «заповіт і заповіт» (англійська/латинська) ). Прикладами лише англійських дублетів є «let і hindrance» і «have і hold».
Сучасна англійська лексика значною мірою походить від германських мов, французької та латини, причому остання найчастіше через французьку. Ці словники переважно використовуються в різних реєстрах, причому слова французького походження є більш формальними, ніж слова германського походження, а слова латинського походження більш офіційні, ніж слова французького походження. Таким чином, широке використання французьких і латинських слів у юридичній англійській мові призводить до відносно офіційного стилю.
Крім того, юридична англійська корисна своїм драматичним ефектом: наприклад, повістка, що зобов’язує свідка з’явитися в суді, часто закінчується архаїчною погрозою «Fail not, at your perl»; «небезпека» не описана (бути заарештованим і засудженим за неповагу до суду ), але формальність мови, як правило, має сильніший вплив на одержувача повістки, ніж проста заява на зразок «Ми можемо заарештувати вас, якщо ви цього не зробите». з'явитися".
Тоді як юридична мова середньовіччя поєднувала латинську, французьку та англійську, щоб уникнути двозначності. За словами Вальтера Проберта, судові адвокати, приблизно починаючи з двадцятого століття, часто маніпулюють мовою, щоб бути більш переконливими щодо ідеалів своєї кампанії.

## Ключові риси
Як зазначалося вище, юридична англійська багато в чому відрізняється від стандартної англійської мови. Найважливіші з цих відмінностей такі:
- Використання жаргону. Юридична англійська, як і мова, яка використовується в інших галузях і професіях, використовує багато технічної термінології, яка незнайома непрофесіоналу (e.g. waiver, restraint of trade, restrictive covenant, promissory estoppel). Значна частина цього словникового запасу походить від французької та латинської мов.
- Ці художні терміни включають звичайні слова, що вживаються з особливим значенням. Наприклад, відомий термін розгляд стосується в юридичній англійській мові контрактів і означає act, forbearance or promise by one party to a contract that constitutes the price for which the promise of the other party is bought (Оксфордський словник права). Інші приклади: construction, prefer, redemption, furnish, hold, і find.
- Відсутність пунктуації. Одним із аспектів архаїчних законодавчих актів, особливо в документах і документах, є явна відсутність пунктуації. Варто зазначити, що це, здається, є постійною проблемою в документах в Англії та Уельсі, особливо в заповітах. Однак у Шотландії майже повністю відмовилися від моди на уникнення пунктуації, що значно полегшує дотримання документів. Відсутність пунктуації може призвести до невизначеності та двозначності більше, ніж її наявність. В Англії практика уникання пунктуації виникла через уявлення про те, що значення юридичних документів має міститися лише у вживаних словах і що пунктуація створює двозначність. Іншою причиною було занепокоєння, що знаки пунктуації можуть бути непомітно додані до документа після того, як він набув чинності, і таким чином змінити його значення. Таким чином, наявність розділових знаків може бути використана для виявлення будь-яких фальсифікацій оригінального документа. Пунктуація частіше використовується в сучасному законодавстві для роз’яснення значення будь-якого конкретного речення.[13]
- Використання дублетів і триплетів. Поєднання мов, які використовувалися в ранній юридичній мові, призвело до тенденції в юридичній англійській мові зв’язувати два або три слова разом, щоб передати єдине юридичне поняття. Прикладами є null і void, fit і proper, (due) care і attention, perform і discharge, terms і conditions, controversy чи claim, promise, agree і covenant і cease і desist. Хоча спочатку це було зроблено, щоб допомогти всім юристам, незалежно від мови, якою вони розмовляли (англійською, французькою чи латинською), тепер часто поєднує слова з ідентичним значенням.
- Незвичайний порядок слів. Існує помітна різниця в порядку слів порівняно зі стандартною англійською мовою. Наприклад, the provisions for termination hereinafter appearing чи will at the cost of the borrower forthwith comply with the same.
- Використання незнайомих проформ. Наприклад, the same, the said, the aforementioned тощо. Використання термінів часто не замінює іменник, а використовується як прикметник для зміни іменника. Наприклад, the said John Smith.
- Вживання займенникових прислівників. Такі слова, як hereof, thereof і whereof (та інші похідні, включаючи -at, -in, -after, -before, -with, -by, -above, -on, -upon ) не часто використовуються в стандартній англійській мові. Їхнє використання в юридичній англійській мові в першу чергу призначене для уникнення повторення імен або фраз, як the parties hereto instead of the parties to this contract.
- -er, -or та -ee закінчення імен. Юридична англійська містить деякі слова та назви, такі як роботодавець і працівник; орендодавець і орендар, у яких взаємний і протилежний характер відносин вказується використанням альтернативних закінчень.
- Вживання фразових дієслів. Фразові дієслова відіграють важливу роль у юридичній англійській мові та часто використовуються у квазітехнічному сенсі, наприклад, parties enter into contracts, put down deposits, serve [documents] upon other parties, write off debts, attend at locations тощо.
- Робота в рамках певної дисциплінарної системи цінностей, розмежованої професійними, епістемологічними та прагматичними проблемами (використання reasonable, proper, clear, appropriate тощо).[14]

## Освіта
Через поширеність англійської мови в міжнародних ділових відносинах, а також через її роль як юридичної мови в усьому світі, у міжнародній юридичній спільноті протягом тривалого періоду існувало відчуття, що традиційного навчання англійської мови недостатньо для того, щоб зустрітися з юристами. Вимоги до англійської мови. Основна причина цього полягає в тому, що таке навчання зазвичай ігнорує способи, за допомогою яких використання англійської мови може бути змінено особливими вимогами юридичної практики – і конвенціями юридичної англійської мови як окремої галузі англійської мови.
Як наслідок, професіонали в галузі права та студенти-юристи, для яких не є рідною мовою, все частіше шукають спеціалізовану підготовку з юридичної англійської мови, і таку підготовку зараз надають юридичні школи, мовні центри, приватні фірми та подкасти, які зосереджені на юридичній мові. Іспит UK TOLES було створено для навчання юридичної англійської для тих, для кого англійська мова не є рідною. Іспити зосереджені на тих аспектах юридичної англійської мови, яких юристи відзначили як нестачу. Також було засновано щорічну Глобальну конференцію юридичних навичок як форум для викладачів юридичної англійської мови та інших спеціалістів для обміну інформацією щодо методів навчання та матеріалів.

## Подальше читання
- Підробка Говарда Дармстадтера Precision's: The Failures of Complex Documents, and Some Suggested Remexis The Business Lawyer (American Bar Association, 2010). JSTOR 25758526
- Англійські історії Девіда Крістала (Penguin Books, 2004), частина 7.4.
- Словник сучасного правового використання Браяна Гарнера (Oxford University Press).
- Сучасна юридична підготовка Пітера Батта та Річарда Касла.
- Марк Адлер « Ясність для юристів » (2-е видання, The Law Society, 2006).
- Maria Fraddosio, New ELS: English for Law Students (Неаполь, Edizioni Giuridiche Simone, 2008).
- Daniel R. White's Still The Official Lawyer's Handbook (NY: Plume/Penguin 1991), Розділ 13, стор. 171–176,
- Випробування та страждання—Антологія привабливого юридичного гумору, редакція Деніела Р. Уайта (NY: Plume/Penguin 1991), стор. 241.
- Волтер Проберт «Закон і переконання: мовна поведінка юристів», Університет Пенсильванії Правовий огляд, том. 108, вип. 1, 1959, стор. 35–58. JSTOR 3310330